# 裂额银斑蛛
裂额银斑蛛（学名：Argyrodes fissifrons）为球蛛科银斑蛛属的动物。分布于日本、印度、新加坡、印度尼西亚、缅甸、巴布亚新几内亚以及中国大陆的湖南、福建、香港、贵州、海南、云南等地，常见于金蛛属和漏斗蛛属的网上。